# Captain America: Civil War
Captain America: Civil War és una pel·lícula de superherois nord-americà, estrenada el 27 d'abril de 2016. És una seqüela de Captain America: The Winter Soldier, sent la que completa la trilogia de Capità Amèrica, i és la pel·lícula que inicia la fase tres de l'univers cinematogràfic de Marvel. Està dirigida pels Anthony i Joe Russo, i compta amb els actors: Chris Evans, Robert Downey Jr., Scarlett Johansson, Sebastian Stan, Anthony Mackie, Emily VanCamp, Don Cheadle, Jeremy Renner, Chadwick Boseman, Paul Bettany, Elizabeth Olsen, Paul Rudd, Frank Grillo, Tom Holland, William Hurt, Martin Freeman i Daniel Brühl.
El desenvolupament va començar a la darreria de 2013 quan l'equip de producció de Marvel Studios va començar a prendre prestat conceptes del còmic de Mark Millar «Civil War», de 2006. Després de l'èxit de la seva predecessora, Kevin Feige va decidir tornar a posar els germans Russo com a directors del tercer lliurament del Capità Amèrica. Va començar a filmar-se l'abril de 2015 a l'àrea metropolitana d'Atlanta, i també compta amb preses de Berlín, Puerto Rico i Islàndia.
Captain America: Civil War es va estrenar als Estats Units el 6 de maig de 2016 en format 3D i IMAX. La pel·lícula es va ser un èxit crític i comercial en rebre ressenyes positives de part de la crítica i l'audiència. Al recaptar més de 1.152 milions de dòlars contra un pressupost de 250 milions de dòlars, va ser així la dotzena pel·lícula amb més recaptació de tots els temps.

## Sinopsi
| «                  | Captain America: Civil War, de Marvel, comença on ho va deixar Avengers: Age of Ultron ja que Steve Rogers lidera el nou equip dels Venjadors en la seva incessant tasca de protegir la humanitat. Però, després d'un incident internacional es produeixen danys col·laterals, la pressió política obliga a posar en marxa un sistema per depurar responsabilitats i a crear un organisme rector que determini quan cal recórrer als serveis de l'equip. El nou estatus que divideix els Venjadors en dos bàndols, un liderat per Steve Rogers i el seu desig de mantenir la llibertat d'actuació dels Venjadors a l'hora de defensar la humanitat sense interferències, i un altre liderat per Tony Stark i la seva sorprenent decisió de donar suport als plans i organismes del Govern, mentre intenten protegir el món d'un nou malvat. | » |
| — Sinopsis oficial | |   |

## Repartiment
- Chris Evans com a Steven "Steve" Rogers / Capità Amèrica
- Robert Downey Jr. com a Anthony "Tony" Stark / Iron Man
- Scarlett Johansson com a Natasha Romanoff / Viuda Negra
- Sebastian Stan com a James "Bucky" Barnes / El Soldat d'hivern
- Anthony Mackie com a Samuel "Sam" Wilson / Falcó
- Don Cheadle com a James "Rhodey" Rhodes / Màquina de Guerra
- Elizabeth Olsen com a Wanda Maximoff / Bruixa Escarlata
- Jeremy Renner com a Clint Barton/Hawkeye
- Chadwick Boseman com a T'Challa / Pantera Negra
- Paul Bettany como Vision
- Daniel Brühl com a Helmut Zemo
- Emily VanCamp com a Sharon Carter / Agent 13
- Paul Rudd com a Scott Lang / Ant-Man
- Tom Holland com a Peter Parker / Spider-Man
- William Hurt com a Thaddeus "Thunderbolt" Ross
- Frank Grillo com a Brock Rumlow / Crossbones
- Martin Freeman com a Everett Ross
- John Kani com a Rei T'Chaka
- John Slattery com a Howard Stark
- Hope Davis com a Maria Stark
- Marisa Tomei com a May Parker
- Gene Farber com a Karpov

## Producció

### Efectes especials

#### Tecnologia CGI[8]
Una de les sorpreses que incloïa el film era l'aparició d'un Robert Downey Jr. rejovenit mitjançant la tecnologia CGI. En una entrevista a l'editor de la pel·lícula Jeffrey Ford, al supervisor d'efectes especials Dan Deleeuw i a l'editora del so Shannon Mills va explicar com van aconseguir aquesta escena amb una versió jove de l'actor. Per tal de recrear-lo, van escollir part de les pel·lícules prèvies en què apareixia l'actor i finalment van fer una barreja entre un parell dels seus films. Aleshores, la seva feina consistia en insertar la cara "jove" de l'actor en la seva actuació i modificar-la. A mesura que es va "massificant" el seu rsorte, es van perdent detalls. Per aquesta raó es fa ús d'un doble amb uns trets facials semblants per tal de fotografiar les diverses posicions de la càmera respecte a l'actor.
Una de les dificultats que es van trobar va ser la duració de l'escena, ja que es tractava d'una presa llarga. Al no haver talls, la seva feina es va allargar, perquè si es tractessin d'escenes curtes, s'haguessin distribuït la feina i haurien acabat la seva tasca més ràpidament.
A part dels efectes especials, la interpretació de l'actor era molt important. Amb la recreació del rostre rejovenit, havien de modificar la seva veu perquè semblés més jove, inspirant-se en les seves actuacions en Back to School i Tuff Turf (pel·lícules dels anys 80).

## Referències al còmic

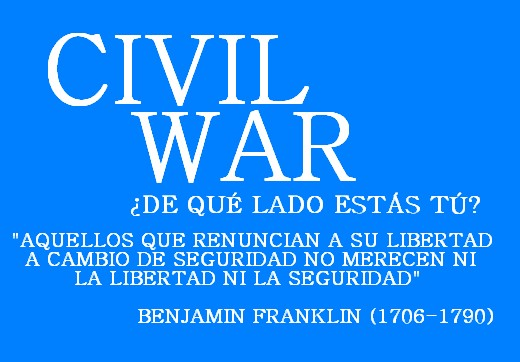
Fragment de publicitat del crossover "Civil War"